# She’s So Unusual
She's So Unusual − pierwszy album amerykańskiej piosenkarki Cyndi Lauper, wydany w roku 1983.

## O albumie
Płyta dotarła w Stanach Zjednoczonych do pozycji 4. i zdołała pokryć się sześciokrotną platyną, co uczyniło ją jedną z najpopularniejszych płyt dekady lat osiemdziesiątych. Do 1985 She's So Unusual było najlepiej sprzedającym się debiutanckim krążkiem wszech czasów.
Album wylansował 5 singli, które do dziś uznawane są za przeboje-wizytówki Cyndi Lauper. "Girls Just Want to Have Fun" (pierwszy singel) dotarł do pozycji drugiej po obu stronach Atlantyku, a w USA zdołał zyskać status platynowego krążka. Do singla artystka nakręciła wideoklip wymieniany często jako jeden z najbardziej kultowych teledysków w historii. Drugi singel, ballada "Time After Time" okazał się kolejnym wielkim hitem. Piosenka przez dwa tygodnie nie schodziła ze szczytu amerykańskiej listy przebojów i zdołała zyskać status złotego krążka. "Time After Time" jest uznawane za jedną z najpopularniejszych ballad dekady. O popularności piosenki może świadczyć fakt, iż do dziś ponad 100 artystów wykonało tę piosenkę (min. Matchbox Twenty, Miles Davis, Eva Cassidy). Trzeci singel, "She Bop", dotarł do pozycji 3. w USA i także pokrył się złotem. Piosenka wywołała skandal, gdyż jej tekst stanowi gloryfikację masturbacji. Czwarty singel, "All Through the Night", był kolejnym przebojem Top 5 w USA, dzięki czemu Lauper ustanowiła rekord − była pierwszą debiutującą artystką, której 4 single z jednej płyty znalazły się w Top 5 listy Billboardu. Ostatni singel, "Money Changes Everything", mimo iż dotarł jedynie do pozycji 26. na amerykańskiej liście przebojów, uznawany jest za jedną z najbardziej rozpoznawalnych piosenek Cyndi Lauper. Wideoklip do tej piosenki, będący zapisem występu na żywo, był nominowany do nagrody MTV Video Music Awards w 1985 roku.
Debiutancki album Lauper na całym świecie sprzedano w prawie 20 milionach egzemplarzy. Artystka w 1985 roku otrzymała za niego nagrodę Grammy. Zdołała także otrzymać wiele innych prestiżowych nagród, min. MTV Video Music Award, American Music Award i Billboard Music Award. W 2003 album został sklasyfikowany na 494. miejscu listy 500 albumów wszech czasów magazynu Rolling Stone. Krążek uznawany jest także za jedną z najlepszych płyt lat 80. oraz jedną z najlepszych "kobiecych" rockowych płyt w historii.
W 2000 roku ukazała się specjalna reedycja albumu, zawierająca trzy dodatkowe utwory koncertowe ("Money Changes Everything", "She Bop" i "All Through the Night"), a także rozszerzoną wkładkę z tekstami i nowymi zdjęciami. Reedycja albumu dostała bardzo dobre recenzje.

## Lista utworów
1. "Money Changes Everything" – 5:06
2. "Girls Just Want to Have Fun" – 3:58
3. "When You Were Mine" – 5:06
4. "Time After Time" – 4:03
5. "She Bop" – 3:51
6. "All Through the Night" – 4:33
7. "Witness" – 3:40
8. "I'll Kiss You" – 4:12
9. "He's So Unusual" – 4:12
10. "Yeah Yeah!" – 3:18